# Pantoporia senthes
Pantoporia senthes är en fjärilsart som beskrevs av Hans Fruhstorfer 1908. Pantoporia senthes ingår i släktet Pantoporia och familjen praktfjärilar. Inga underarter finns listade i Catalogue of Life.